# Lepidopilum
Lepidopilum là một chi rêu trong họ Daltoniaceae.